# Neemisküla
Neemisküla – wieś w Estonii, w prowincji Tartu, w gminie Rannu.